# Edward Klejndinst
Edward Ireneusz Klejndinst (ur. 7 marca 1952 w Warszawie) – polski piłkarz grający na pozycji obrońcy oraz trener i działacz piłkarski.

## Życiorys
Występował w Gwardii Warszawa, AWF-ie Warszawa i Orle Warszawa. Przedwcześnie przerwana kariera zawodnicza z powodu kontuzji zaskutkowała rozpoczętą w 1978 karierą trenerską.
W 1978 roku Edward Klejndinst ukończył studia na warszawskiej AWF. Na początku trenerskiej kariery zajmował się szkoleniem młodzieży Orła Marymont i Agrykoli Warszawa.
Od 1988 pracownik PZPN. Współpracował z trenerami reprezentacji Polski Januszem Wójcikiem (1998-99), Jerzym Engelem (1999-02) i Pawłem Janasem (2002-06).
W latach 2002–03 był również trenerem młodzieżowej reprezentacji Polski U-21.
W latach 2004–05 był też trenerem reprezentacji Polski B.
Od 1 czerwca do 3 października 2006 był trenerem Zagłębia Lubin.
Od 1 marca 2007 do 1 stycznia 2009 pełnił funkcję dyrektora sportowego Górnika Łęczna, w którym pracował mimo degradacji klubu do III ligi.
Od 1 lipca 2009 do 16 czerwca 2010 wspólnie z Czechem Josefem Csplárem pełnił funkcję skauta Wisły Kraków.
Od lipca do 23 października 2014 był trenerem KS CK Troszyn.
Od 13 listopada 2014 do 30 czerwca 2018 pełnił funkcję dyrektora sportowego Arki Gdynia.